# L'Ange bleu (film, 1930)
Pour les articles homonymes, voir Ange bleu.
Pour plus de détails, voir Fiche technique et Distribution.
L'Ange bleu (Der blaue Engel) est un film allemand réalisé par Josef von Sternberg  et sorti en 1930. Production importante de la UFA, et figurant parmi les premiers longs métrages parlants du pays, le film est chargé de sortir les studios allemands de la situation financière périlleuse dans laquelle ils se trouvent depuis la mise en chantier du film Metropolis de Fritz Lang en 1927. Pour cela, les producteurs comptent sur leur star Emil Jannings, premier lauréat de l'Oscar du meilleur acteur en 1928, et sur le réalisateur austro-américain Josef von Sternberg, qui a déjà dirigé l'acteur dans Crépuscule de gloire l'année précédente. 
Le film est une adaptation du roman d'Heinrich Mann Professor Unrat oder Das Ende eines Tyrannen, sorti en 1905, et une inspiration contemporaine du mythe d'Éros et Thanatos, la déchéance d'un respectable professeur de gymnasium qui, suivant ses élèves dans un cabaret nommé l'Ange bleu, tombe amoureux de la vedette du lieu, qu'il finit par épouser et pour laquelle il doit démissionner.
Il marque la première d'une fructueuse collaboration artistique entre le réalisateur et l'actrice allemande Marlene Dietrich, propulsée au rang de star par le film, en Europe d'abord, puis aux États-Unis,.
Véritable succès dès sa sortie, le film, qui clôt une décennie faste du cinéma allemand, est aujourd'hui considéré comme un classique du patrimoine cinématographique mondial,. Son titre est bien souvent par antonomase donné à Marlene Dietrich, et son influence reste importante dans la culture contemporaine, des films (des Damnés de Luchino Visconti (1969) à Cabaret de Bob Fosse (1972), en passant par la Cage aux folles 2 d'Édouard Molinaro en 1980) à la chanson (Nina Simone, Madonna, Noir Désir).

## Synopsis

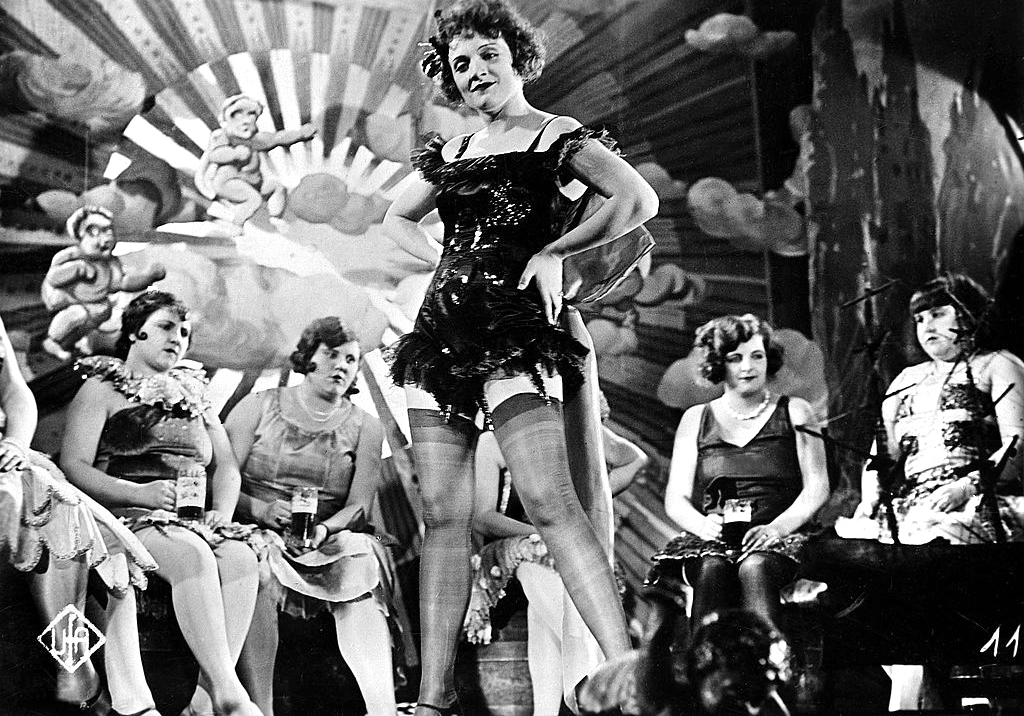
Marlene Dietrich dans le rôle de Lola-Lola.

En Allemagne, en 1925, le professeur Immanuel Rath enseigne la littérature anglaise dans le lycée d'une petite ville, où il mène une existence routinière. Vieux célibataire, sévère et tenant d'une morale conservatrice, il est méprisé et chahuté par ses élèves, qui le surnomment avec le calembour « Professor Unrat » (mot signifiant « déchet » en allemand). L'enseignant découvre un jour que certains de ses élèves fréquentent un cabaret mal famé nommé L'Ange bleu. Il s'y rend, dans l'intention de dissuader l'établissement de pervertir ses élèves et de réprimander ces derniers.
Au cabaret, le professeur Rath tombe sous le charme d'une chanteuse court-vêtue, Lola-Lola. Il la demande rapidement en mariage, abandonne son poste de professeur, dilapide son argent pour Lola-Lola, qu'il suit dans ses tournées. Quelques années s'écoulent et la troupe doit repasser par la ville où Rath enseignait. Au fond de la déchéance, il est réduit à un humiliant rôle de clown, assistant le directeur de la troupe dans son numéro de prestidigitateur. La publicité ayant mis en avant la présence du professeur dans le spectacle, la salle est comble. Alors que ses anciens collègues et élèves sont dans le public, Immanuel Rath est d'autant plus effondré que, en coulisses, Lola-Lola cède facilement aux avances de Mazeppa, un hercule tombé sous son charme. Fou de jalousie, il reste longtemps impassible durant le numéro, puis il tente d'étrangler sa femme ; la troupe se jette sur lui, Mazeppa lui passe une camisole de force. Une fois calmé et libéré, Rath retourne dans son ancien lycée, et y meurt, les mains crispées sur le bureau d'où il enseignait autrefois.

## Fiche technique
- Titre original : Der blaue Engel
- Titre français : L'Ange bleu
- Réalisation : Josef von Sternberg

Ancien logo de la UFA, studios de tournage et à l'origine du film.

- Assistant-réalisateur : Richard Pottier
- Scénario : Josef von Sternberg, Carl Zuckmayer, Karl Vollmöller, Robert Liebmann et Heinrich Mann d'après son roman Professor Unrat
- Direction artistique : Otto Hunte
- Photographie : Günther Rittau et Hans Schneeberger
- Montage : Sam Winston
- Musique : Friedrich Hollaender
- Production : Erich Pommer
- Tournage : du  4 novembre 1929 au 22 janvier 1930, aux studios de Babelsberg
- Pays d'origine :  République de Weimar
- Langue originale : allemand (également tourné en parallèle dans une version en anglais)
- Format : noir et blanc - 35 mm - 1,37:1 - son mono
- Durée : 100 minutes
- Dates de sortie :
  - République de Weimar : 1er avril 1930
  - Royaume-Uni : 4 juillet 1930
  - France : 22 juillet 1930
  - États-Unis : 3 janvier 1931
- Affiche : René Péron (France)

## Distribution

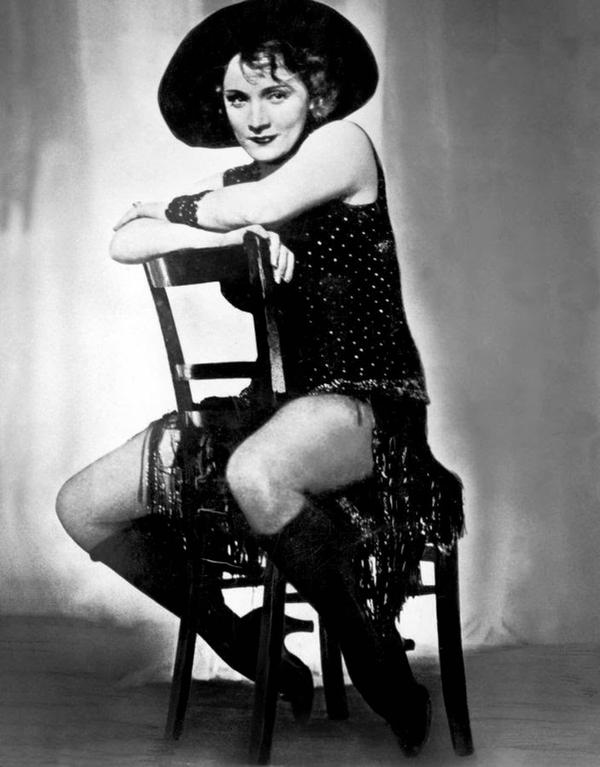
Marlene Dietrich sur une photographie parue dans la presse. 1931.

- Emil Jannings : professeur Immanuel Rath
- Marlene Dietrich : Lola-Lola
- Kurt Gerron : Kiepert, le prestidigitateur et directeur de la troupe
- Rosa Valetti : Guste, l'épouse de Kiepert
- Hans Albers : Mazeppa, l'hercule
- Reinhold Bernt (de) : le premier clown de la troupe
- Charles Puffy : le propriétaire de L'Ange bleu
- The Weintraub (de) Syncopators : les musiciens des numéros de la troupe
- Eduard von Winterstein : le directeur du lycée
- Hans Roth : le concierge du lycée
- Rolf Müller : Angst, un des élèves de Rath
- Roland Varno : Lohmann, un des élèves de Rath
- Carl Balhaus : Ertzum, un des élèves de Rath
- Robert Klein-Lörk (de) : Goldstaub, un des élèves de Rath
- Wilhelm Diegelmann : le capitaine, client de L'Ange bleu
- Gerhard Bienert : le policier
- Ilse Fürstenberg : la domestique de Rath
- Friedrich Hollaender : le pianiste (non crédité)
- Wolfgang Staudte : un des élèves de Rath (non crédité)

## Production

### Genèse

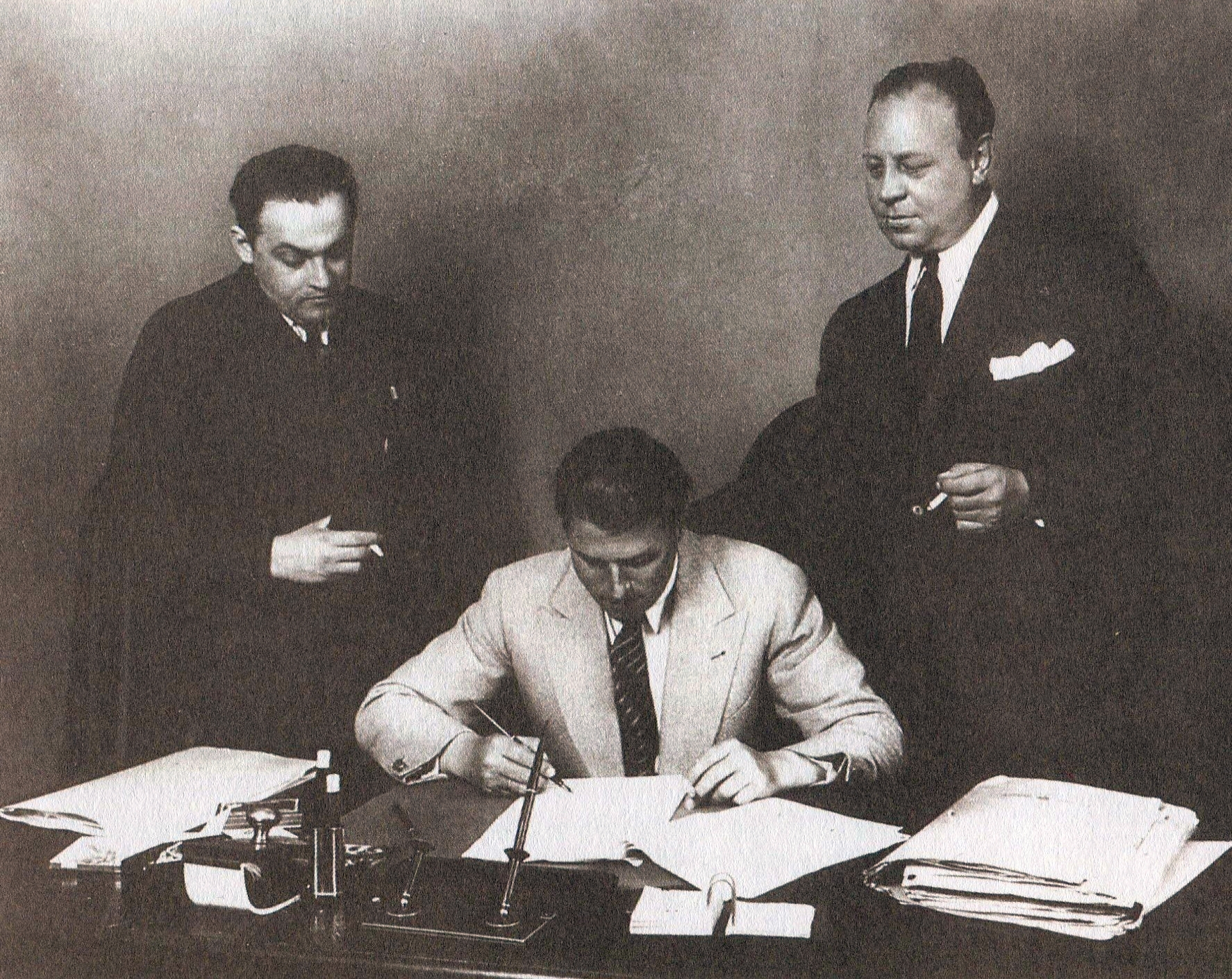
Le producteur Erich Pommer, le scénariste Carl Zuckmayer et l'acteur Emil Jannings en 1929

Depuis plusieurs années, la UFA a contracté des accords de coopération avec la société de studio américaines Paramount Pictures. Chaque société possède des parts dans le capital de l'autre, ce qui se traduit concrètement par la diffusion en Allemagne des films que produit la Paramount, et, inversement, la diffusion aux États-Unis des films produits par la UFA.
Les sources[Lesquelles ?] sur le fait que ce soit le premier film parlant allemand ne sont pas toutes cohérentes ; certaines évoquent Mélodie du cœur de Hanns Schwarz comme premier film parlant, d'autres comme second, enfin d'autres indiquent seulement que c'est un film simplement sonore. Selon la liste des films[Lesquelles ?] de sa mère que donne Maria Riva dans sa biographie, il s'agit du premier film parlant tourné en Allemagne. C'est aussi le premier dans lequel Dietrich parle et chante, elle qui avait déjà tourné des rôles mineurs dans dix-sept productions muettes auparavant.
Avec l'avènement du parlant, les deux sociétés forgent le projet de produire un film en deux versions, une version allemande à destination de l'Allemagne, et une version anglaise pour le public anglo-saxon. Le film doit être tourné en Allemagne, en retard sur Hollywood dans le domaine du film parlant, et doit aussi permettre à la star allemande Emil Jannings, sous contrat avec les deux studios et auréolé de l'Oscar du meilleur acteur en 1928, de passer l'épreuve du parlant dans sa langue natale, sa médiocre maîtrise de l'anglais venant de mettre un frein brutal à sa carrière américaine en 1929, alors qu'il a tourné six films à Hollywood entre 1927 et 1929. 
C'est Jannings qui propose  au producteur allemand Erich Pommer un film traitant de la fin de vie du déjà légendaire Raspoutine, lui qui s'était fait le spécialiste de l'interprétation « de ceux que le destin voue à l'humiliation publique. ».

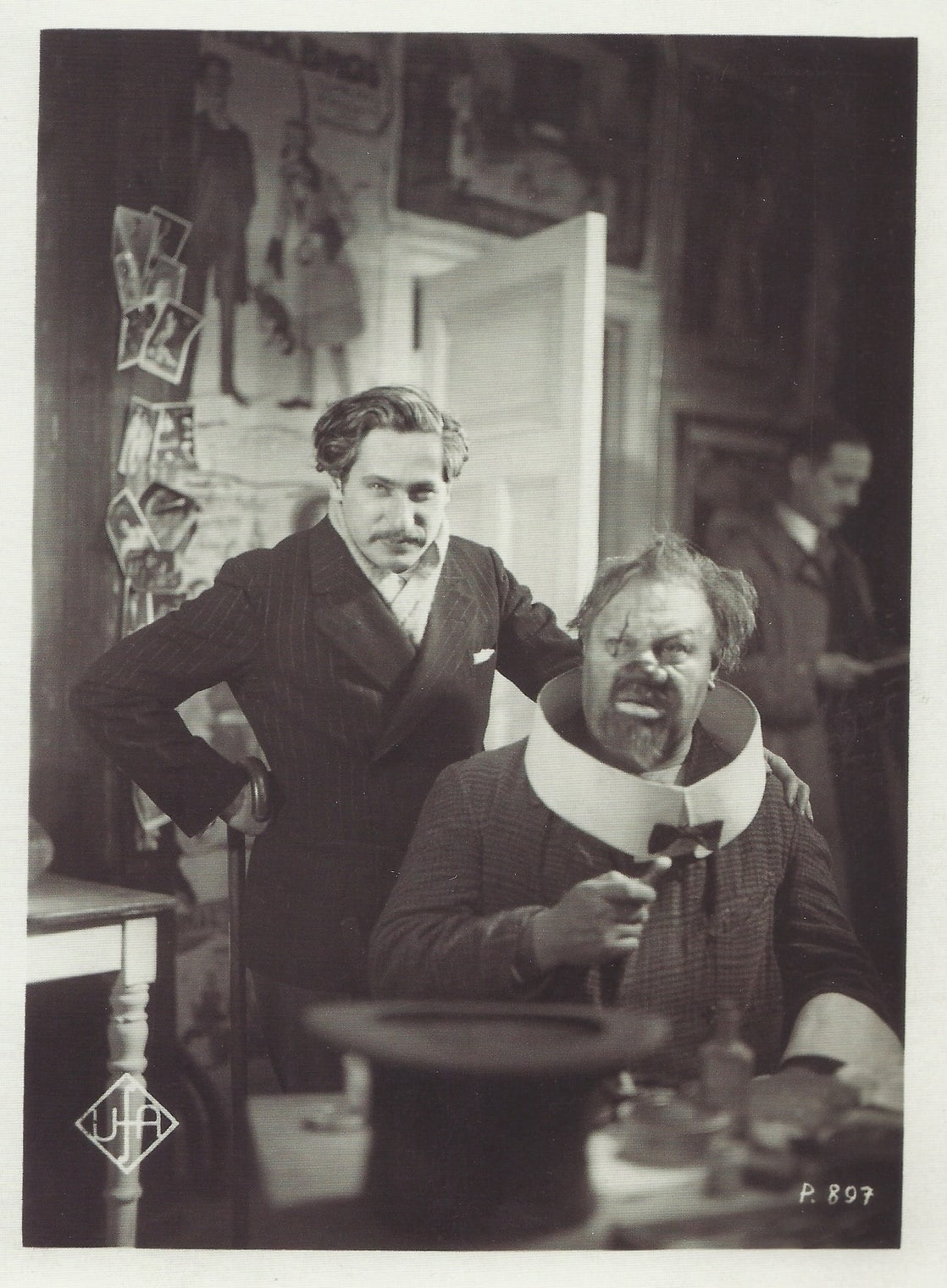
Le réalisateur Josef von Sternberg et la star Emil Jannings sur le plateau de l'Ange bleu à la fin de l'année 1929 ou en janvier 1930.

Enfin, le tournage est l'occasion rêvée de rénover les studios de Babelsberg, propriété de la UFA depuis 1921. L'architecte Otto Kohtz construit à l'intérieur de chaque bâtiment un second bâtiment de manière à obtenir une isolation sonore parfaite, pour accueillir au mieux ce premier tournage sonore et pallier les inconvénients du cinéma parlant, comme la nécessité d'isoler le studio des bruits de la rue (voitures, trains, cris, foule) et de la caméra...

### Réalisateur
Au départ, les producteurs américains et allemands s'accordent sur Ernst Lubitch pour réaliser le film, puisqu'il a déjà tourné, avec succès, un film parlant à Hollywood. De plus il est un employé de la Paramount, et il maîtrise parfaitement la langue allemande. Percevant pour un film hollywoodien un cachet de 125 000 dollars, il consent à l'abaisser à 60 000 pour tourner le film allemand, ce que le producteur allemand Erich Pommer juge excessif et refuse. Emil Jannings, mettant son orgueil de côté, suggère alors aux producteurs le nom de l'Autrichien  Josef von Sternberg, avec qui il a tourné en 1927 Crépuscule de gloire — avec lequel les relations furent très tendues—, et qui vient aussi de réaliser à Hollywood son premier film parlant, L'Assommeur. Von Sternberg accepte, pour un cachet de 40 000 dollars, mais à la condition que l'idée d'un film sur Raspoutine, dont la fin est convenue puisque connue, soit abandonnée. Cet impératif satisfait la Paramount, informée que le studio rival Metro-Goldwyn-Mayer vient de mettre en pré-production un film sur ce personnage, qui sera Raspoutine et l'Impératrice, dirigé par Richard Boleslawski, et qui sortira en 1932.
C'est un véritable comité d'accueil qui attend Josef von Sternberg et son épouse à leur descente du train en gare de Berlin, le 16 août 1929 : le producteur Erich Pommer, la star Emil Jannings, le scénariste Carl Zuckmayer, les directeurs de la photographie Günther Rittau  et Hans Schneeberger, et le compositeur Friedrich Hollaender,. Cet accueil est immédiatement suivi d'une conférence de presse au Grand Hôtel Esplanade, ce qui montre bien l'importance de ce projet, au cours de laquelle von Sternberg se montre sous son meilleur jour en disant : « J'ai le sentiment d'être mort à Hollywood et de m'être réveillé au paradis. »

### Scénario

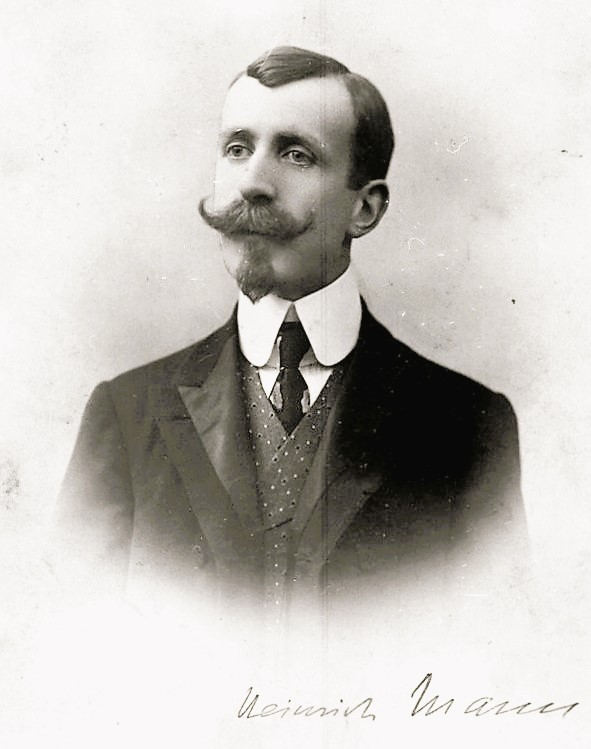
L'auteur allemand Heinrich Mann, ici en 1906, un an après la sortie de son roman Professor Unrat, dont l'Ange bleu est une adaptation

C'est encore à Emil Jannings que l'on doit la suggestion d'adapter le roman d'Heinrich Mann, professor Unrat, publié en 1905, qui raconte l'histoire de la déchéance d'un honorable professeur, tombé sous le charme d'une tenancière de cabaret. Chez l'acteur, il faut aussi y voir le plaisir et le talent certains qu'il éprouve à jouer les hommes déchus ou humiliés, comme dans Le Dernier des hommes de  Friedrich Wilhelm Murnau en 1924, ou Crépuscule de gloire de von Sternberg en 1927. Jusqu'alors réticent à une adaptation pour l'écran de son roman, Mann accepte cette fois, peut-être pressé par sa maîtresse, la comédienne Trude Hesterberg, qui se verrait bien en Lola Fröhlich, principal personnage féminin du roman,.
Une fois ce choix retenu, le studio ne ménage pas ses efforts pour mettre en place autour du réalisateur une équipe de premier choix : Robert Liebman, Karl Vollmöller et Carl Zuckmayer, ainsi que l'auteur, qui supervise l'adaptation de son roman, jugé subversif à sa sortie en 1905. Sous l'influence de von Sternberg,  et avec l'accord de Mann, toute référence politique est supprimée du scénario, et le film est baptisé l'Ange bleu, du nom du cabaret, et non Professor Unrat, comme le livre. Von Sternberg choisit de mettre en valeur le personnage de Lola Fröhlich, rebaptisé Rosa dans un premier temps, puis très vite, Lola-Lola, « que j'avais nommée ainsi en pensant à la Lulu de Wedekind » écrira plus tard le réalisateur dans ses mémoires.
Dans un premier temps, Alfred Hugenberg, homme politique chef du  Parti national du peuple allemand, industriel et patron du Trust Hugenberg, propriétaire majoritaire de l'UFA, s'oppose à ce qu'un honorable professeur soit ridiculisé ainsi, car pour lui cela fragiliserait un des piliers de l'ordre social allemand. Pommer et Jannings unissent leurs efforts pour lui faire changer d'avis, ce qu'ils finissent par obtenir, la carrière de l'acteur et son prestigieux passé hollywoodien, ainsi que le fait d'avoir déjà été dirigé par von Sternberg ayant beaucoup joué. Ce qu'il faut maintenant à Josef von Sternberg, c'est trouver une comédienne capable d'incarner cette Lola-Lola.

### Casting
Emil Jannings, immense vedette de l'époque, vient de recevoir le premier Oscar du meilleur acteur lors de la première cérémonie des Oscars à Hollywood pour son rôle dans Crépuscule de gloire (1928) sous la direction de Von Sternberg. Il est alors prévu initialement que ce nouveau film mette à nouveau en valeur son talent. Mais le roman d'Heinrich Mann, intitulé Professor Unrat (rôle tenu par Jannings), devient à l'écran Der blaue Engel, du nom du cabaret où se produit Lola-Lola (rôle tenu par Dietrich). Ce glissement sémantique est révélateur des intentions du metteur en scène.
Le film ayant été monté autour de la vedette Emil Jannings, c'est le choix du principal rôle féminin qui reste le plus difficile à trouver, von Sternberg ayant en tête précisément ce qu'il veut : une femme comme les auraient peintes Toulouse-Lautrec ou Félicien Rops : « J'avais un modèle de silhouette en tête, pour que ma conception de Lola soit harmonieuse, et je rejetai une actrice après l'autre sans meilleure raison que leur différence avec celle qui j'imaginais. Les mensurations figuraient dans l’œuvre de Félicien Rops, et même si son modèle a vécu dans un autre siècle et un pays différent, il me fallait trouver son sosie à Berlin. »
Jannings et Pommer proposent Lucie Mannheim, que von Sterbnerg trouve trop séduisante, et Trude Hesterberg, maitresse de Mann, qu'il juge trop âgée. Il semble intéressé par Brigitte Helm, connue depuis son double rôle dans Métropolis, mais décide, un soir, d'aller assister à une représentation de la comédie musicale Zwei krawatten (deux cravates), dans laquelle deux comédiens du film en préparation se produisent, Hans Albert et Rosa Valetti. Une jeune femme nommée Marlène Dietrich y joue aussi. « C'est dans cette pièce que je vis Fräulein Dietrich en chair et en os, si l'on peut dire, car elle s'était enveloppée comme pour dissimuler chaque partie de son corps. On ne comprenait pas bien ce qu'elle faisait sur scène ; je ne me souviens que d'une ligne de texte. Je voyais en face de moi le visage que j'avais cherché et, pour autant que je puisse en dire quelque chose, la silhouette lui faisait honneur. Il y avait encore autre chose, quelque chose d'inattendu, qui me disait que ma quête était terminée. Elle s'appuyait au mur des coulisses, l'air de mépriser froidement cette bouffonnerie, ce qui contrastait vivement avec l'effervescence des autres comédiennes [...]. Elle avait entendu que j'étais dans l'assistance, mais aucunement concernée, elle demeurait indifférente. »
Après avoir auditionné nombre de comédiennes, Josef von Sternberg choisit de conserver, contre l'avis du studio, Marlene Dietrich, et ce malgré l'intervention de la vedette du film, Emil Jannings, qui l'avertit qu'il se repentira de sa décision[réf. nécessaire].
Sur les conseils de Rudolf Sieber, mari de Marlene Dietrich, le réalisateur laisse à l'actrice la liberté de constituer ses costumes. La première fois que von Sternberg voit Dietrich en Lola-Lola, il dit simplement : « C'est extraordinaire, extraordinaire, tout simplement extraordinaire ! ». Il lui fait alors une totale confiance dans ce domaine pour leurs six collaborations suivantes.
Bien que Dietrich soit finalement plus mise en valeur que Jannings dans le film, les cachets que chacun perçoit sont en accord avec leur statut antérieur et favorisent donc l'acteur, qui touche deux cent mille dollars contre cinq mille pour l'actrice[source insuffisante].

### Tournage
Von Sternberg tourne simultanément le film en version allemande et en version anglaise.
Marlene s'amuse souvent à raconter que lors du tournage de la scène où le professeur Rath tente d'étrangler Lola-Lola, Jannings, qui sent que Dietrich lui vole la vedette, essaie réellement de l'étrangler ,,.
Après avoir vu les premiers rushes du film, Dietrich déclare : « C'est un film vulgaire, soit - mais von Sternberg est un... dieu ! Un dieu ! Un maître ! [...] Il peint - comme Rembrandt - avec ses éclairages. Ce visage, sur l'écran... Pas d'erreur, c'est une vraie morue de Lübeck ! Elle sonne “juste” ! Elle est merveilleuse ! »

### Versions
La version traditionnellement projetée dure 1 h 46 min, mais il existe une version longue de 2 h 4 min, et pour le public des États-Unis, une version d'1 h 34 min.

## Sortie

### Allemagne
Le film sort en avant première à Berlin le 31 mars 1930, au Gloria Palace, le plus luxueux cinéma de la ville, au n°10 de la Kurfürstendamm, près de l'Église du souvenir de Berlin. Aux dires des témoins et des journaux de l'époque, c'est un succès, voire un triomphe, tant public que critique.
La fille de Marlène Dietrich, Maria Riva se souvient : « Elle était une « star ». Ce fut un triomphe immédiat. Le nom qu'elle avait inventé était pour la première fois clamé avec ferveur : « Marlene ! Marlene ! » ». Elle cite également un télégramme de son père à sa mère, en route pour l'Amérique : 
« Critiques à tes pieds stop Jannings est bien accueilli mais ce n'est plus un film d'Emil Jannings c'est le film de Marlene Dietrich stop ». 
Les journalistes vont dans le même sens : « La Lola Lola de Dietrich est une nouvelle incarnation du sexe. Cette poule petite-bourgeoise de Berlin, avec ses jambes provocantes et ses mœurs relâchées montre une impassibilité qui incite à chercher le secret caché derrière son égoïsme foncier et sa tranquille insolence » écrit Siegfried Kracauer après avoir vu le film. Tout aussi laudatif est Herbert Jhering dans le Berliner Börsen-Courier du 2 avril 1930 : « L'événement, c'est Marlene ! Elle chante et elle joue de manière presque flegmatique, mais néanmoins tout à fait fascinante. Elle est commune sans être commune, et dans le même temps extraordinaire ». Le ton des autres journaux est du même style : « On est presque sidéré par la performance de miss Dietrich, sa capacité à dominer les scènes sans effort mais avec une maîtrise totale. Nous n'avions encore jamais vu cela » écrit un journaliste dans le Reichsfilmblatt, alors qu'un autre écrit dans le Lichtbild-Bühne (de)« Elle est fascinante comme aucune autre femme ne l'a jamais été sur un écran, avec le jeu silencieux et hypnotique de son visage et de ses membres, sa voix sombre et troublante ».
Le film fait 3 821 353 entrées dans le pays, avant d'être interdit par les nazis en 1933, comme le livre qui en est à l'origine, mis à l'index et brûlé lors des autodafés de 1933.
Bien qu'il fasse de Dietrich une vedette en Allemagne, c'est le dernier film qu'elle tourne dans son pays. Elle joue plus tard dans C'est mon Gigolo (1978), qui est une production allemande, mais dont les deux scènes où l'actrice apparaît sont tournées à Paris.
Heinrich Mann, dont le roman est ici adapté, considère que « le film [doit] son succès aux cuisses dénudées de Mademoiselle Dietrich ».

### France
Le film sort en France le 22 juillet 1930. À l'époque, les chiffres se basent surtout sur les entrées à Paris et sa périphérie. Le film est projeté en version allemande, dans la salle de 300 places du Studio des Ursulines. Il y reste en première exclusivité pendant presque un an, 48 semaines. En seconde exclusivité, il est présenté dans une salle plus grande, le Aubert-Palace (800 places) pendant quatre semaines, puis, ensuite, dans 48 salles de Paris et sa banlieue. C'est donc un succès.
Dans ses archives, la cinémathèque française possède une maquette d'affiche du film, réalisée par Jean Carzou en 1932. Il s'agit d'un dessin à l'encre et à la gouache de couleur, avec photographies du film. L'actrice y apparaît pas moins de quatre fois, et son nom, en bleu, domine celui d'Emil Jannings, présent une seule fois. On voit bien ici l'évolution de la célébrité de l'actrice, les premières affiches du film la mettant nettement moins en valeur.
Dans ses mémoires, le réalisateur indique : « Pendant quatre ans sans interruption, on joua la version allemande de l'Ange Bleu dans une salle parisienne. »
Depuis 1952, le film a fait 283 595 entrées à Paris.

### Royaume-Uni
Le film, en version anglaise, est présenté à Londres le 4 juillet 1930. Au cinéma Regal, il rapporte 29 000 dollars, soit deux mille de plus que le très populaire À l'Ouest, rien de nouveau, succès américain de cette année 1930. Il est ensuite donné pendant six semaines au Rialto, dans une salle de 750 places, et rapporte 48 000 dollars.

### États-Unis
À la fin du tournage, les studios de la UFA décident de ne pas renouveler le contrat de Marlene Dietrich. La Paramount, studio américain de Von Sternberg et distributeur de L'Ange Bleu aux États-Unis, propose aussitôt à l'actrice un contrat à Hollywood ; cette proposition, envoyée par câble le 29 janvier 1930, prévoit un cachet hebdomadaire de 500 dollars, que l'actrice tourne ou non. Le studio voit dans cette Allemande une concurrente possible à la Suédoise Greta Garbo, star des studios rivaux de la MGM. Par la suite, le contrat que Von Sternberg renégocie pour Marlene Dietrich à Hollywood lui donne la possibilité, exceptionnelle pour l'époque, de ne tourner que deux films, avec le metteur en scène de son choix. La Paramount attend néanmoins que l'actrice fasse ses preuves (financièrement parlant) avec son premier film américain, Cœurs brûlés , avant de sortir L'Ange bleu aux États-Unis. Ainsi, Cœurs brûlés sort le 14 novembre 1930, et L'Ange Bleu, tourné avant, seulement le 3 janvier 1931. Entre-temps, Dietrich et Von Sternberg tournent Agent X 27.
Émigrée aux États-Unis, Marlene Dietrich devient une farouche opposante à Adolf Hitler et obtient la nationalité américaine en 1939. En revanche, Emil Jannings collabore pour sa part avec le régime nazi. Quant à Kurt Gerron, bien que de confession juive, il est contraint de diriger un film de propagande, Theresienstadt, avant d'être déporté dans le dernier convoi pour Auschwitz où il est l'un des derniers à mourir gazé.

### Canada
Le film est interdit au Québec le 13 janvier 1931, puis accepté avec des coupures.

## Analyse

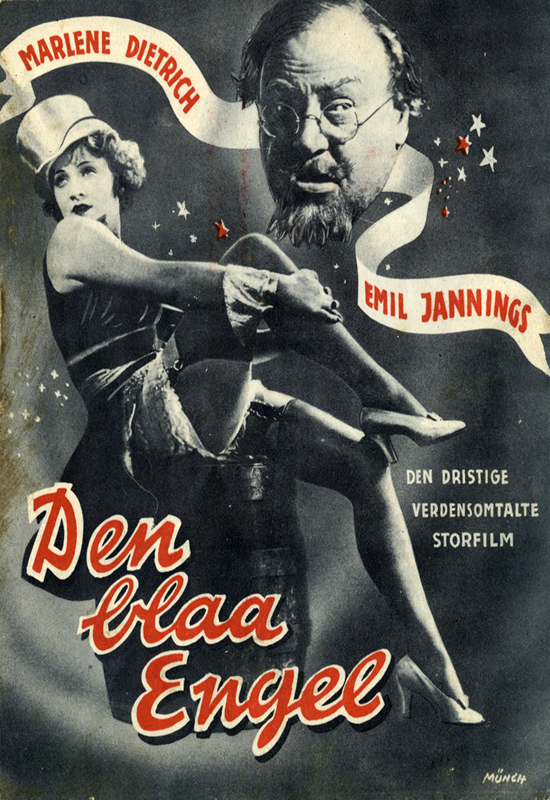
Affiche danoise du film.

Josef von Sternberg déclare au sujet du film : « Dietrich ne détruit pas l’homme, dans L’Ange bleu, il se détruit lui-même. La faute est sienne, c’est lui qui n’aurait pas dû se lancer dans cette aventure. C’est cela le sujet. »

## Autres versions
Un remake est tourné aux États-Unis en 1959 : L'Ange bleu, réalisé par Edward Dmytryk, avec Curd Jürgens et May Britt.

## Postérité

### Cinéma
- Helmut Berger parodie Dietrich sur son tonneau dans  Les Damnés de Luchino Visconti, en 1969.
- Liza Minnelli reproduit cette même scène dans Cabaret de Bob Fosse en 1972.

### Musique
- Lola-Lola, en bas et porte-jarretelles, chante dans une scène inoubliable Ich bin von Kopf bis Fuss auf Liebe eingestellt (en) (« Je suis, de la tête aux pieds, faite pour l'amour »). La chanson fait l'objet de nombreuses reprises, notamment en anglais sous le titre Falling in Love Again, d'abord par Marlene Dietrich elle-même au cours de la Seconde Guerre mondiale puis lors de ses tours de chants, mais également par Nina Simone, Klaus Nomi, ou encore plus récemment en version dance par Starbeat. Lors de sa tournée mondiale The Girlie Show, Madonna rend hommage à Marlene Dietrich en interprétant sa chanson Like a Virgin sur l'air de Falling in Love Again. Elle a également été adaptée en français sous le titre Amoureuse de la tête aux pieds, interprétée par Berthe Sylva. La chanson Marlène du groupe Noir Désir, sur l'album Tostaky, est une référence directe à Marlene Dietrich, et en particulier dans ce film.
- Pendant son cours le professeur Rath a son attention attirée par une chorale de jeunes filles dans la cour. Il ouvre la fenêtre, elles chantent un lied de Friedrich Silcher : Ännchen von Tharau[40],[41]. Le professeur Rath avait déjà siffloté deux fois ce lied au début du film alors qu’il prenait son petit déjeuner et s’approchait de la cage où se trouvait le canari mort.  On trouve une scène analogue dans La moutarde me monte au nez, lorsque le professeur Pierre Duroy s'approche de la fenêtre pour voir et entendre sa fiancée Danielle donner un cours de gym à des jeunes filles [42]    .

### Télévision
L'épisode pilote de la série française Une femme d'honneur, intitulé Lola Lola, fait directement référence à ce film. On peut y voir la présence de la VHS de L'Ange bleu.